# نوسان اقلیم

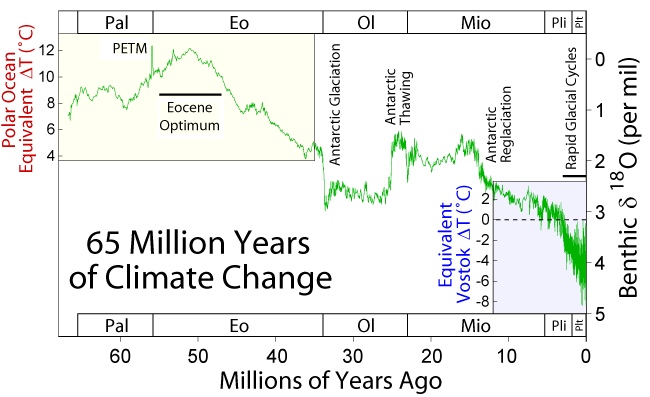
تغییر اقلیم در ۶۵ میلیون سال گذشته

نوسان اقلیم (انگلیسی: Climate oscillation) یا چرخه اقلیم به هرگونه نوسان دوره‌ای تکرارشونده اقلیم در سطح جهانی یا منطقه‌ای گفته می‌شود و نوعی الگوی اقلیمی به‌شمار می‌رود. این نوسان‌ها در دمای اتمسفری، دمای سطح دریا، بارندگی یا دیگر پارامترهای اقلیمی دیده می‌شود و اغلب به صورت درون‌سالانه، چندساله، ده‌ساله، چنددهه‌ای، چندسده‌ای، هزاران ساله یا مقیاس‌های زمانی طولانی‌تر روی می‌دهد.
نوسان چنوبی ال‌نینو (انسو) نمونه‌ای برجسته از نوسان اقلیمی است که شامل تغییر دمای سطح دریا در امتداد مرکز استوایی و شرق اقیانوس آرام و ساحل غربی حاره‌ای آمریکای جنوبی است اما در سطح جهانی بر آب و هوا اثر می‌گذارد.
داده‌های شرایط اقلیمی گذشته از طریق آزمایش زمین‌شناختی پروکسی‌های که در مغزه‌های یخی، رسوبات بستر دریا، درخت‌گاه‌شماری یا دیگر جاها یافت شده به‌دست می‌آید.